# For No One
For No One è una canzone dei Beatles scritta da Paul McCartney (ma accreditata come da consuetudine al duo Lennon/McCartney) e contenuta nel settimo album della band, Revolver. Si tratta di un delicato brano di pop barocco che racconta la fine di una relazione. La canzone è ritenuta una delle composizioni migliori e più mature di McCartney. Perlopiù eseguita solo dal suo compositore, la traccia si distingue anche per un celebre assolo di corno, suonato dal musicista classico Alan Civil.
A proposito del brano di McCartney, John Lennon disse: «Una delle sue canzoni che preferisco; un lavoro veramente ben fatto.»

## Il brano

### Storia
McCartney rammenta di aver scritto For No One in un bagno di una stazione sciistica sulle Alpi svizzere mentre era lì in vacanza con la sua fidanzata dell'epoca Jane Asher. Il titolo provvisorio del brano era Why Did It Die?
La canzone venne registrata il 9, il 16 e il 19 maggio 1966 presso gli Abbey Road Studios di Londra. McCartney canta e suona il clavicordo (noleggiato appositamente dagli studi AIR di George Martin), il pianoforte e il basso, mentre Ringo Starr suona la batteria e il tamburello. Lennon e George Harrison non parteciparono in alcun modo alla registrazione del pezzo.
L'assolo di corno è suonato da Alan Civil, un musicista britannico di impostazione classica convocato per l'occasione, che Geoff Emerick descrisse come "il miglior suonatore di corno di tutta Londra." Durante le sessioni, McCartney spinse Civil a suonare una nota che andava oltre l'abituale estensione dello strumento. Secondo Emerick, il risultato fu "la performance della vita per Civil."

## Formazione
The Beatles
- Paul McCartney – voce, basso, pianoforte, clavicordo
- Ringo Starr – batteria, tamburello

Altri musicisti
- Alan Civil – corno

Crediti
- George Martin - produttore

Formazione secondo Ian MacDonald

## Cover
- Cilla Black interpretò la canzone nel 1966.
- Chet Atkins nel suo album del 1967 It's a Guitar World.
- Floyd Cramer nel 1967.
- Liza Minnelli nel suo album del 1967 Liza Minnelli.
- I Blackwater Park nel loro album di debutto del 1971 Dirt Box.
- Emmylou Harris sul suo terzo album Pieces of the Sky nel 1975.
- Caetano Veloso nel suo album del 1975 Qualquer Coisa.
- Jon & Randy registrarono il medley For No One/In My Life per il loro album Hawaiian Eyes del 1980.
- Paul McCartney ha pubblicato una diversa versione del brano nella colonna sonora del suo film del 1984 Give My Regards to Broad Street.
- Maureen McGovern nell'album Baby I'm Yours del 1992.
- Rickie Lee Jones sul suo album del 2000 It's Like This.
- Anne Sofie von Otter e Elvis Costello nel 2001 per il disco For the Stars.
- Meret Becker nel suo disco del 2001 Fragiles.
- Peter Mulvey nel suo album del 2002 Ten Thousand Mornings.
- I Gregorian nel loro album del 2003 Masters of Chant Chapter IV.
- Pat DiNizio nel 2006 sull'album This is Pat DiNizio.
- Diana Krall nel 2009 sull'album Quiet Nights.
- I The Submarines per il progetto "Voice Project".